# Óxido de manganês(III)
Óxido de manganês(III) é o composto químico de fórmula Mn2O3.